# Штолпе (Пене)
Штолпе (њем. Stolpe) општина је у њемачкој савезној држави Мекленбург-Западна Померанија. Једно је од 89 општинских средишта округа Остфорпомерн. Према процјени из 2010. у општини је живјело 351 становника. Посједује регионалну шифру (AGS) 13059093.

## Географски и демографски подаци
Штолпе се налази у савезној држави Мекленбург-Западна Померанија у округу Остфорпомерн. Општина се налази на надморској висини од 3 метра. Површина општине износи 17,7 km². У самом мјесту је, према процјени из 2010. године, живјео 351 становник. Просјечна густина становништва износи 20 становника/km².